# Ornithogalum niveum
Ornithogalum niveum är en sparrisväxtart som beskrevs av William Aiton. Ornithogalum niveum ingår i släktet stjärnlökar, och familjen sparrisväxter. Inga underarter finns listade i Catalogue of Life.